# Thielert Centurion
Thielert Centurion je serija dizelskih letalskih motorjev za pogon športnih letal. Proizvaja jih nemško podjetje Thielert. Zasnovani so na podlagi avtomobilskih motorjev Mercedes-Benz. Gorivo je lahko dizel ali pa cenejši kerozin.
Vsi Centurion motorji so vodno hlajeni, imajo turbopolnilnik in FADEC sistem. V večini primerov se uporablja propeler s konstantnimi vrtljaji. 

## Različice

### Centurion 1.7
Prvi Thielertov motor, delovna prostornina je 1689 cm³ (103 in³), moč pa 135 konjev. Zgradili so več kot 1500 Centurion 1.7

### Centurion 2.0
Predstavljen leta 2006, delovna prostornina je  1991 cm3, moč pa 135 KM. 2.0 motorji so zbrali več kot 1000 000 milijon letečih ur. 

### Centurion 2.0 S
2.0 S ima commonrail direktni vbrizg. Moč je 155 KM

### Centurion 3.2
Je vmesni motor med Centurion 2.0 in 4.0. Moč je 230 KM.

### Centurion 4.0
V8 motor proizvaja 350 KM. Lahko deluje samo na kerozin. Razvoj tega motorja so prekinili zaradi finanžnih težav pri Thielertu leta 2008

## Uporaba

### Centurion 1.7
- Diamond DA40-TDI Star
- Diamond DA42 Twin Star
- Apex Aircraft Robin DR400 135 CDI Ecoflyer
- Cessna 172 STC - Supplemental Type Certificate[3]
- General Atomics MQ-1C Grey Eagle

### Centurion 2.0
- Diamond DA42 Twin Star
- Diamond DA40
- Cessna 172 Stc
- Robin DR400 Ecoflyer
- TAI Anka Turkish Aerospace Industries MALE UAV
- Piper PA-28 Cherokee STC[4]
- Piper PA-28 Archer DX

### Centurion 3.2
- Cessna 182 - Predlagan STC

### Centurion 4.0
- Cirrus SR-22 Predlagan STC
- Cessna 206 Predlagan STC
- Cessna 340 - Predlagan STC
- Cessna 414 - Predlagan STC
- Cessna 421 - Predlagan STC
- Beechcraft Duke - Proposed STC by Martin Hagensieker in collaboration with Gomolzig Flugzeug- und Maschinenbau GmbH

### Continental CD-155
- Cessna Turbo Skyhawk JT-A
- Glasair Sportsman 2+2 -